# كأس ملك إسبانيا 1958–59
كأس ملك إسبانيا 1958–59 (بالإسبانية: Copa del Generalísimo de fútbol 1958-59)‏ هو موسم من كأس ملك إسبانيا. أقيم بتاريخ 1959، وفاز فيه نادي برشلونة.